# Chrysina lacordairei
Chrysina lacordairei är en skalbaggsart som beskrevs av Adolphe Boucard 1875. Chrysina lacordairei ingår i släktet Chrysina och familjen Rutelidae. Inga underarter finns listade i Catalogue of Life.